# Harold Blore
Harold Blore (Beaufort-Wes, 1867-1945) was een Zuid-Afrikaans schrijver.
Hij werd geboren in Beaufort Wes in de Karoo en was de auteur van An imperial light horseman (1900) waarin de strijd tussen de Boeren en de Britten het thema is.